# Mare Spumans
Mare Spumans (do latim: mar espumante) é um mar lunar localizado ao sul do Mare Undarum no lado lunar mais próximo.  É um dos muitos lagos elevados contidos na bacia do Crisium, ao redor do Mare Crisium.  O material da bacia provém da época Nectárica, enquanto o mare basalto provem da época do Ímbrico Superior. A cratera Apollonius W fica localizada na borda ocidental do mar, esta cratera é branca e cercada por um sistema radial bem definido.
O Mare Spumans fica quase todo contido no perímetro e mede cerca de 95 milhas do Norte ao Sul e 40 milhas do Oeste ao Leste, cruza o equador lunar a uma longitude de 65°E.